# Philodendron auritum
Philodendron auritum är en kallaväxtart som beskrevs av John Lindley. Philodendron auritum ingår i släktet Philodendron och familjen kallaväxter.
Artens utbredningsområde är Guatemala. Inga underarter finns listade.